# Sherry

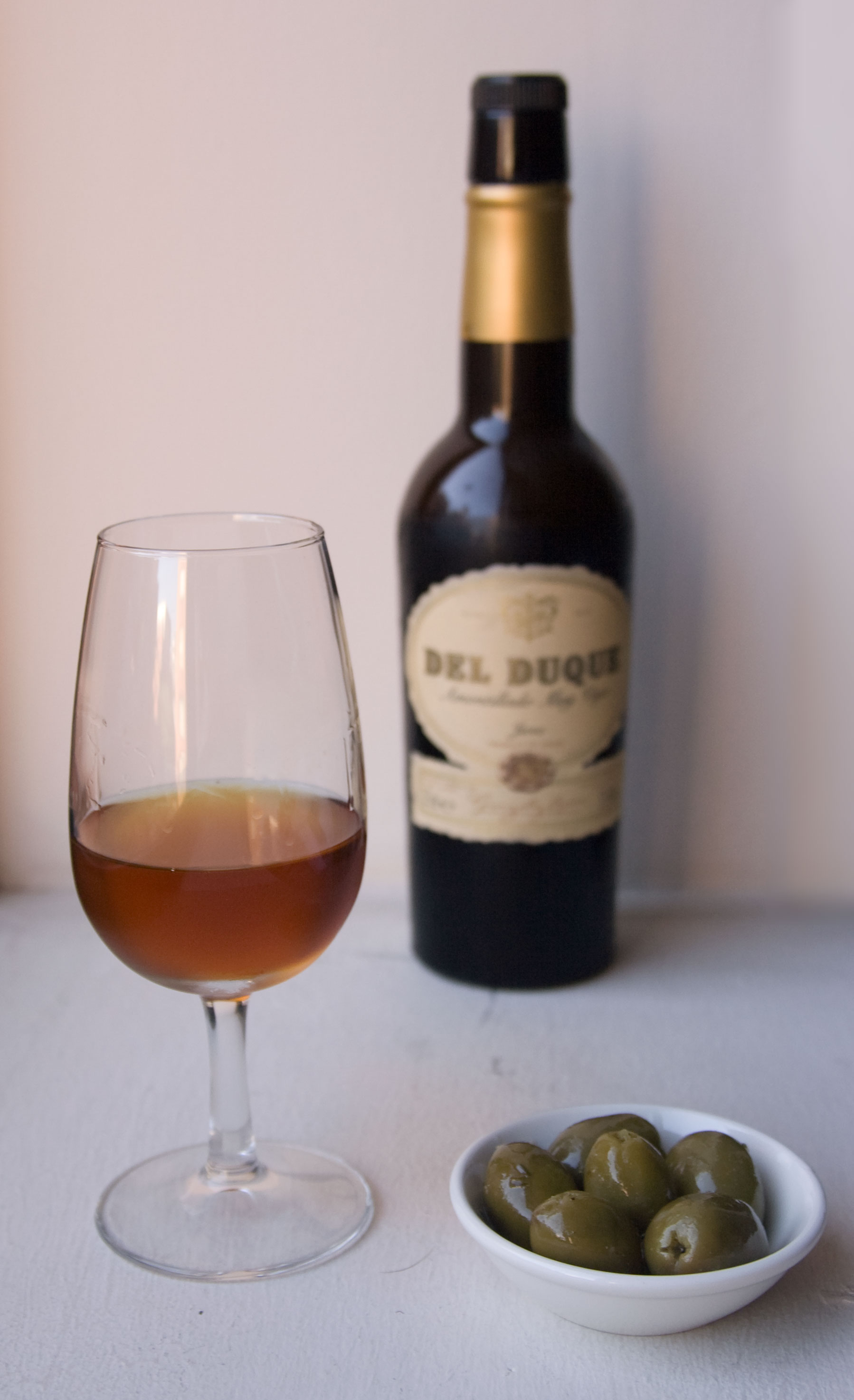
Amontillado sherry

Sherry je druh alkoholického nápoje vyrobený ze speciálních odrůd bílých hroznů.

## Charakteristika
Jde o fortifikované víno, které se nechá plně prokvasit a poté se do něj přidá vinný destilát. Tím se liší od portského vína, kde se destilát přidává již v průběhu fermentace, která je tak předčasně ukončena a ve víně zůstává vyšší přirozený podíl cukru.

## Podávání
Sherry se podává zejména jako aperitiv. Jedná se o vhodnou kombinaci s tapas.